# أليين

الألين

مركب من مركبات السلفوكسيد والسلفوكسيد هو مركب كيميائي يحتوي على مجموعة وظيفية sulfiny ملحقة ذرتين من الكربون وهي من المشتقات المؤكسدة للكبريتيدات. ومن الأمثلة على sulfoxides الهامة هي alliin،وهو مكون طبيعي من الثوم الطازج. وهو مشتق من السيستين. عندما يتم تقطيع الثوم الطازج أو سحقه، يقوم إنزيم انيناز بتحويل الأليين إلى الأليسين، وهو المسئول عن رائحة الثوم الطازج وقد استخدم الثوم منذ العصور القديمة كعلاج لظروف معينة مرتبطة الآن مع سمية الأكسجين، وعندما تم البحث عن ذلك، أظهر الثوم بالفعل خصائص مضادة للأكسدة وهيدروكسيل جذرية قوية، ويفترض أن هذا  بسبب وجود الأليين داخلها ، كما وجد أن الأليين يؤثر على الاستجابات المناعية في الدم، وكان Alliin أول منتج طبيعي وجد أنه يحتوي على كيمياء ستيرويدية مركزة على الكربون والكبريت .
وسمية الأكسجين: حالة ناتجة عن الآثار الضارة لتنفس الأكسجين الجزيئي، في زيادة الضغوط الجزئية يعرف أيضا باسم متلازمة سمية الأكسجين، والتسمم بالأكسجين.
والتسمم بالأكسجين تاريخيا :كانت حالة الجهاز العصبي المركزي تسمى تأثير بول بيرت، والوضع الرئوي للتأثير يعرف بلوران سميث .
بعد الباحثين الذين كانوا رائدين في اكتشافه ووصفه في أواخر القرن التاسع عشر. قالوا بأنه يمكن أن تؤدي الحالات الشديدة إلى حدوث تلف في الخلية وموت، حيث تظهر التأثيرات في الغالب في الجهاز العصبي المركزي والرئتين والعيون. و تسمم الأكسجين هو مصدر قلق للغواصين تحت الماء، وأيضا الذين هم على تركيزات عالية من الأكسجين الإضافي (وخاصة الأطفال المبتسرين) ، والذين يخضعون لعلاج الأكسجين عالي الضغط.
مضادات الأكسدة : هي المركبات التي تمنع الأكسدة. الأكسدة هي تفاعل كيميائي ينتج عن جزيئات حرة، مما يؤدي إلى تفاعلات سلسلة قد تضر بخلايا الكائنات الحية. مضادات الأكسدة مثل thiols أو حامض الاسكوربيك (فيتامين C) .
لتحقيق التوازن في حالة الأكسدة، تحتفظ النباتات والحيوانات بأنظمة معقدة من مضادات الأكسدة المتداخلة، مثل الجلوتاثيون والإنزيمات (مثل، الكاتلاز وفوق أكسيد الديسموتاز)، المنتجة داخليًا، أو مضادات الأكسدة الغذائية فيتامين ج، وفيتامين هـ.

## التوليف الكيميائي
أول توليف تم الإبلاغ عنه من قبل Stoll و Seebeck في عام 1951 ، وتلك العنصرين يعتبرا تحقيقات كيميائية على مركب الألين والانزيمات المتقدمة، وتتم العملية بوضع الألكلة من L-cysteine مع بروميد الأليل لتشكيل deoxyalliin.

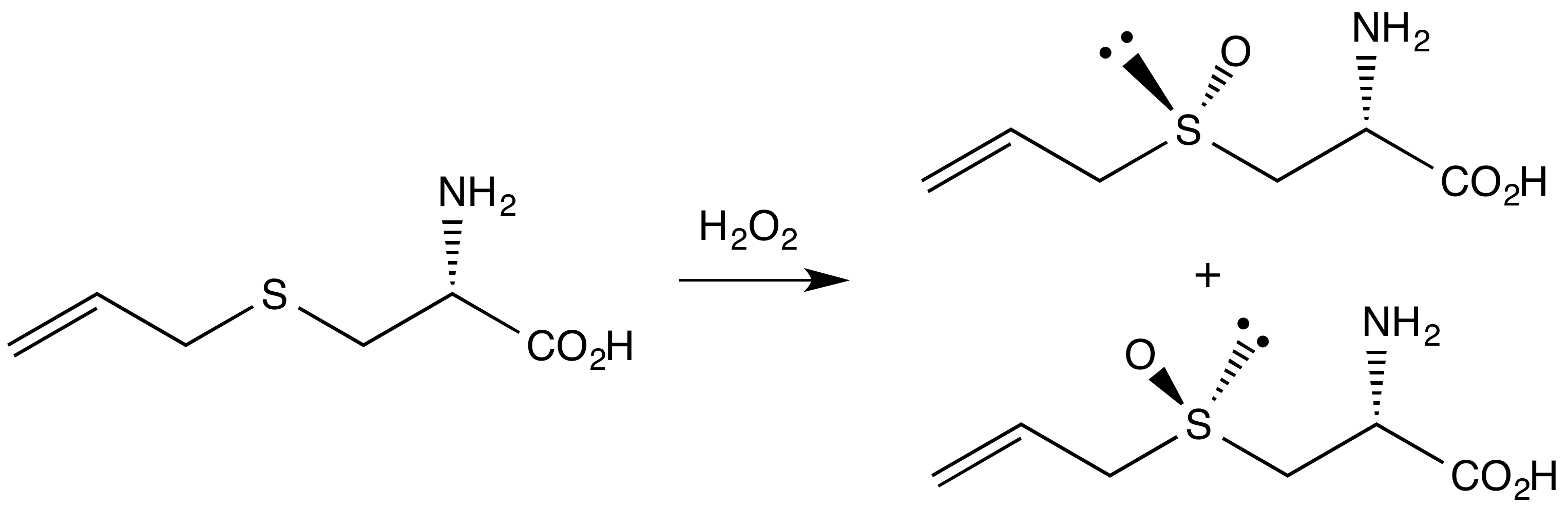
عملية أكسدة الأليل

وبروميد الأليل : هو عامل ألكلة يستخدم في تخليق البوليمرات والمستحضرات الصيدلانية والأليل وغيرها من المركبات العضوية. جسديا، ويعتبر سائل واضح مع رائحة مكثفة، شديدة، ومستمرة. بالإضافة إلى ذلك، يمكن إنتاج allylzinc bromide من خلال معالجة هذا المركب مع عنصر الزنك .
وتعطي أكسدة هذا الكبريتيد مع بيروكسيد الهيدروجين كلاً من ثنائيييت روميرات الالين، ويختلفان في اتجاه ذرة الأكسجين الموجودة في مركز stereocenter الكبريت.
وهناك طريقة أحدث، أبلغ عنها كوش وكوسجين في عام 1998 ،  يسمح بالأكسدة التجسيمية باستخدام ظروف مشابهة للإبوكسدة أوأكسدة الكبريت الغير متماثلة والغير المرغوب فيها. ويتم إنتاج المحفز الكروي من diethyl tartrate وisopropoxide التيتانيوم.